# Rachael Pringle Polgreen
Rachael Pringle Polgreen, född 1753, död 1791, var en berömd barbadisk bordellmamma och hotellägare. 
Hon föddes som slav, dotter till en slavinna och en skotsk skollärare i Bridgetown.  Hon ska som ung ha köpts (och sedan frigetts) av den brittiske kaptenen Thomas Pringle, som installerade henne i ett eget hus i Bridgetown.  När han avslutade förhållandet gav han henne huset.  Hon inrättade då en affärsverksamhet i huset och gjorde det till det berömda hotellet och bordellen Royal Naval Hotel, och använde sig av slavar i personalen. Hon beskrivs som rik och framgångsrik i sitt yrke, och var en av de första färgade kvinnor som gjorde sig märkbara i Barbados affärsliv. Den framtida Vilhelm IV av Storbritannien ska ha tillhört hennes kunder under sin tid i Västindien år 1786. 
Rachael Pringle Polgreen porträtterades i en roman av J. W. Orderson, Creoleana (1855), och har sedan 1800-talet och framåt varit föremål för en mängd legender och olika tolkningar. Under 1800-talet användes hennes liv som ett varnande exempel; därefter har det tolkats som ett exempel på framgång mot alla odds, som exempel på hur även forna slavar profiterade på slaveriet då de blev frigivna och sedan själva blev slavägare. 